# Explosion de Black Tom
Pour les articles homonymes, voir Black et Tom.
L'explosion de Black Tom, survenue le 30 juillet 1916 à Jersey City, dans le New Jersey, est un acte de sabotage réalisé par des agents de l'Empire allemand visant l'approvisionnement en munitions américaines utilisées par les Alliés durant la Première Guerre mondiale.

## Histoire

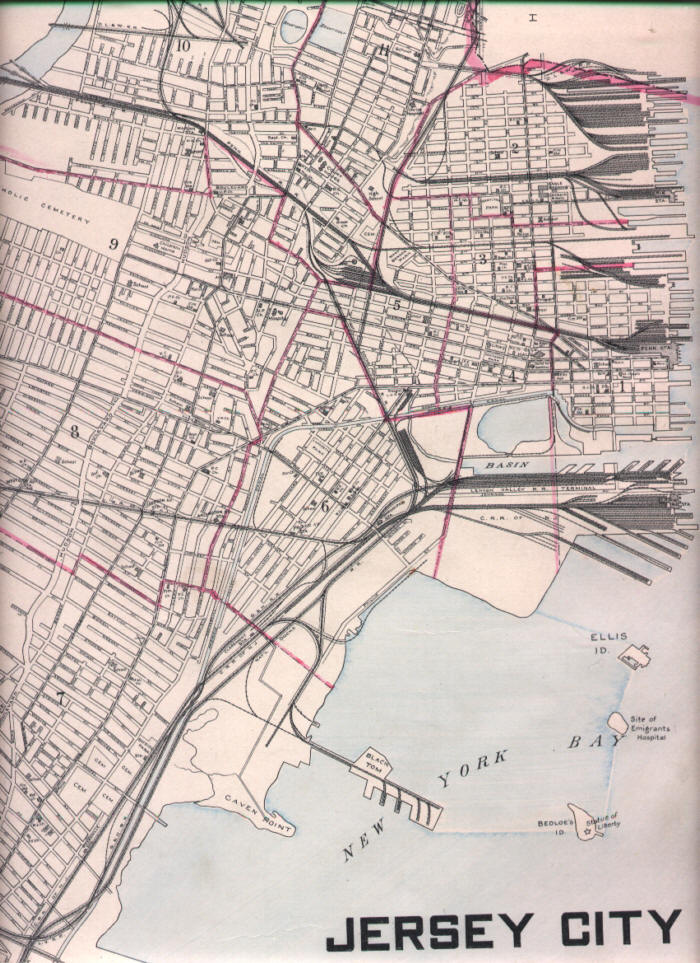
Carte de la région, le quai Black Tom est relié par un chemin de fer au continent.

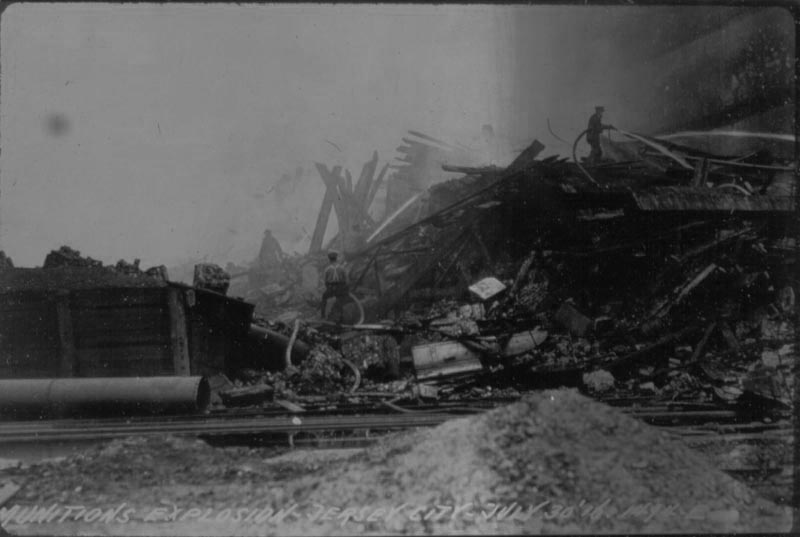
Pompiers sur les lieux après l'explosion.

Le quai Black Tom, qui était originellement une petite île, est alors un dépôt du port de New York et New Jersey desservi par un chemin de fer de la Lehigh Valley Railroad. En 1916, l'économie des États-Unis, alors pays neutre dans la guerre, est largement sollicitée pour fournir les alliés et le dépôt est utilisé pour stocker les wagons de munitions en attente de transbordement. En juillet 1916, le site abritait environ mille tonnes d'explosifs, dont du TNT embarqué à bord d'une barge.
Le site fut saboté avec des bombes incendiaires ou bombes crayons à retardement placées par le réseau du capitaine Franz von Rintelen. La déflagration, à 2 h 8 heure de l'Est, fut suffisante pour briser les vitres dans un rayon de quarante kilomètres. On estime généralement sa force à 5,5 sur l'échelle de Richter. Les pertes humaines furent estimées à quatre à sept tués, dont un policier de la ville de Jersey, le chef de la police du Lehigh Valley Railroad, un enfant de 10 ans et le capitaine de la barge. Il y eut de nombreux blessés. Les dégâts furent évalués à 20 millions de dollars de l'époque (470 millions de dollars actuels)[source insuffisante]. 
L'explosion endommagea la statue de la Liberté, dont une centaine de rivets cédèrent, entre autres dégâts. La visite du bras et de la torche de la statue fut interdite. Les réparations de la statue coûtèrent 100 000 dollars de l'époque (2 349 541 $ actuels). L'accès de Liberty Island fut interdit les dix jours suivant l'explosion et, pour réparer le flambeau, le gouvernement engagea le sculpteur Gutzon Borglum, qui conçut plus tard les sculptures sur le mont Rushmore.
La société Lehigh Valley Railroad, conseillée par John McCloy, réclama des dommages à l'Allemagne par le biais de la Commission mixte des réclamations germano-américaine, instituée par le traité de paix de Berlin de 1921. La commission décida, en 1939, que l'Allemagne impériale était responsable des dommages. Les deux parties parvinrent finalement à un accord sur 50 millions de dollars en 1953 (478 millions de dollars actuels). Le paiement final fut effectué par l'Allemagne de l'Ouest en 1979.